# 59419 Prešov
(59419) Prešov, denumire internațională (59419) Presov, este un asteroid din centura principală de asteroizi.

## Descriere
59419 Prešov este un asteroid din centura principală de asteroizi. A fost descoperit pe 9 aprilie 1999 la Modra de L. Kornos și S. Gajdos. Asteroidul prezintă o orbită caracterizată de o semiaxă mare de 2,58 ua, o excentricitate de 0,11 și o înclinație de 9,3° în raport cu ecliptica.